# Ognjena zemlja
Ognjéna zemlja (tudi Ognjéna dežêla) (špansko Tierra del Fuego) je otočje na skrajnem jugu Južne Amerike. Na severu in zahodu jo od preostanka celine loči Magellanov preliv, na jugu sega do rta Horn, na vzhodu pa do otoka Isla de los Estados.

## Izvor imena
Obstaja več teorij o izvoru imena, nobene ni mogoče zanesljivo dokazati.
Po eni teoriji naj bi otočje dobilo ime po temno rdeči in oranžni barvi listja bukovih gozdov v jeseni, ki naj bi spominjalo na ogenj. Po drugi teoriji naj bi Ferdinand Magellan med plovbo čez Magellanov preliv opazil številne ognje, najverjetneje zanetene od strel. Verjel je, da naj bi jih zanetili staroselci, ki bi ga radi napadli iz zasede. Deželo naj bi zaradi tega poimenoval »Dežela dima«. Po tretji razlagi je otočje dobilo ime po številnih ognjih, s katerimi so se greli staroselci  (ki so kljub hladnemu podnebju bili oblečeni zelo pomanjkljivo) in naj bi jih celo vozili s seboj v čolnih.

## Otoki
Največji otok je Isla Grande Tierra del Fuego (špansko Isla Grande de Tierra del Fuego). Na jugu ga preliv Beagle loči od otokov Isla Navarino in Isla Hoste. Predvsem na zhodni strani je vrsta manjših otokov. Skrajno vzhodno točko otočja predstavlja otok Otok Estados (špansko Isla de los Estados). Skrajni jug Ognjene zemlje in celotne ameriške celine predstavlja rt Horn, ki leži na Hermitovih otokih.

## Politična razdelitev
Leta 1881 sta si otočje razdelili Čile in Argentina. Na otoku Isla grande de Tierra del Fuego meja najprej poteka od severa proti jugu po poldnevniku 68°36'38" zahodne zemljepisne dolžine, kjer ozemlje vzhodno od te črte pripada Argentini, zahodno pa Čilu. V preliv Beagle, nekaj kilometrov zahodno od Ushuaie, se meja usmeri proti vzhodu. Nekaj majhnih otočkov v kanalu Begle in otok Isla de los Estados pripada Argentini, vse skupaj tvori najjužnejšo provinco Ognjena zemlja, Antarktika in južnoatlantski otoki (špansko Tierra del Fuego, Antártida e Islas del Atlántico Sur). Preostali del otočja je del čilenske XII. regije Magellan in čilska Antarktika (špansko Magallanes y la Antártica Chilena).
Večji mesti na argentinskem delu, ki je gosteje poseljen od čilenskega, sta Ushuaia in Río Grande. Praktično edino nekoliko večje naselje na zelo redko poseljenem čilenskem delu otočja je Porvenir ob Magellanovem prelivu.

## Geografija
Severni del otočja se sestoji iz nizkih gričevij in peščenih plaž. Južni del je bolj gorat.  Do otočja sega Darwinovo gorovje, ki je najjužnejši konec Andov. Najvišji vrh je 2.488 metrov visoki Monte Darwin, ki leži na čilenskem delu otoka Isla Grande de Tierra del Fuego, nedaleč od preliva Beagle. Na otoku Isla Grande de Tierra del Fuego teče več kratkih rek, zaradi nizkih temperatur je tudi večje število manjših ledenikov, ki si utirajo pot proti morju. Zaradi delovanja ledenikov so zahodne obale zelo razčlenjene z mnogimi fjordi. Največji jezeri sta Fagnano v južnem in Lago Blanco v zahodnem delu otoka Isla Grande de Tierra del Fuego.
Ognjena zemlja velja za eno najjužnejših stalno poseljenih območij na svetu. Rt Horn od najbližjega konca Antarktike (Antarktičnega polotoka) loči okoli 650 km širok Drakov preliv. Ushuaia je najjužnejše mesto. Nekaj manjših naselbin, npr. Puerto Navarino, Puerto Williams in Puerto Toro, vse na otoku Navarino, leži še južneje.

## Podnebje
Povprečna letna temperatura je 5,3 °C, na severnem delu v povprečju pade 300mm padavin na leto, na južnem pa 550mm.

## Zgodovina
Pred okoli 12.000 leti so Ognjeno zemljo pričeli poseljevati predniki staroselskih ljudstev Jamana, Alakaluf, Selknam in Manekenk (oz. Haush). Jamani in Alakalufi so se preživljali z ribami, školjkami in morski sesalci, medtem ko so se Selknami in Manekenki ukvarjali z lovom na gvanake. 
Leta 1520 je Ferdinand Magellan kot prvi Evropejec odkril Ognjeno zemljo in preplul Magellanov preliv. Leta 1577 je Francisa Draka po preplutju Magellanovega preliva vihar odnesel proti jugu. Tako je odkril, da je Ognjena zemlja otočje in ne del velike južne celine, kot se je domnevalo do takrat. Leta 1579 je Pedro Sarmiento de Gamboa kot prvi preplul Magellanov preliv od zahoda proti vzhodu in obenem narisal prve natančne zemljevide njegovih obal. Sledili so nizozemski raziskovalci in do začetka 17. stoletja si je Nizozemska vzhodnoindijska družba pridobila monopol nad celotno nizozemsko trgovino skozi Magellanov preliv in Rt dobrega upanja. Da bi razbila ta monopol, sta se Jacob le Maire in Willem Schouten odpravila na raziskovanje poti čez Drakov preliv. Tako sta januarja 1616 odkrila rt Horn.
Vse do britanske zasedbe Falklandskih otokov konec 18. stoletja evropske velesile zaradi negostoljubnih razmer niso kazale teženj po ozemeljski zasedbi Ognjene zemlje. S koncem španske nadvlade v Južni Ameriki v začetku 19. stoletja so prispeli prvi evropski priseljenci, ki so prišli navzkriž s staroselskimi ljudstvi in jih domala iztrebili. Ladja HMS Beagle je pod poveljstvom Roberta Fitzroya dvakrat obiskala Ognjeno zemljo. Ob prvem obisku leta 1830 je po kraji čolna odpeljala štiri talce iz plemena Jamana. V Veliki Britaniji so jih vzgojili za misijonarje, nato pa je ista ladja tri preživele, ob novi odpravi, ki je do Ognjene zemlje prispela leta 1834, pripeljala nazaj. Med drugo odpravo je bil na krovu Beagla tudi znani naravoslovec Charles Darwin.
Kmalu po njuni osamosvojitvi sta Čile in Argentina zahtevala celotno Ognjeno zemljo zase. Čile si je leta 1843 z ustanovitvijo naselja Fuerte Bulnes v bližini današnjega Punta Arenasa dejansko prisvojil celoten Magellanov preliv. Ob nadaljnjem širjenju je pomembno vlogo odigrala čilska vpletenost v solitrno vojno in posledično popuščanje Argentini. Zlata mrzlica po letu 1879 je privabila mnogo priseljencev, med katerimi so pomemben delež predstavljali Hrvati iz Dalmacije. Leta 1869 je angleški pastor Thomas Bridges, po tistem, ko je priznal argentinsko suverenost, v bližini današnje Ushuaie ustanovil misijon. Leta 1881 sta državi dosegli sporazum o razmejitvi, ki v veliki meri velja še danes. Leta 1978 je zaradi nerešenega vprašanja otokov Picton, Lennox in Nueva na vzhodnem koncu preliva Beagle skorajda prišlo do vojne, ki jo je v zadnjem trenutku ustavil papež Janez Pavel II., nato pa je vatikanska diplomacija z arbitražo otoke prisodila Čilu.

## Gospodarstvo
Tradicionalna dejavnost, zlasti razvita na čilenskem delu. je ovčereja in posledično pridelava volne, mesa in usnja. V obmorskih naselbinah je pomemben vir preživetja tudi ribolov.
Nekaj je tudi nahajališč nafte in zemeljskega plina, predvsem na severni polovici, npr. okoli naselja Cerro Sombrero.
Davčne olajšave so na argentinski del, predvsem v mesto Río Grande privabile številna podjetja, ki izdelujejo elektronske izdelke.
V zadnjem času je hitro razvijajojoča se dejavnost tudi turizem, ki prevladuje v dostopnejšem argentinskem delu. Obiskovalce privabljajo divjina, regija, ki se ponaša s turističnim sloganom »konec sveta« in kot možno izhodišče za odprave na Antarktiko.